# Urszula Kaczmarek (stomatolog)
Urszula Zofia Kaczmarek (ur. 31 marca 1950 w Mirkowie, zm. 21 maja 2022 we Wrocławiu) – polska stomatolog, profesor nauk medycznych, pracownik Uniwersytetu Medycznego im. Piastów Śląskich we Wrocławiu.

## Życiorys
Była absolwentką I Liceum Ogólnokształcącego we Wrocławiu (1967). W 1972 ukończyła studia na Oddziale Stomatologicznym Wydziału Lekarskiego Akademii Medycznej we Wrocławiu i w tym samym roku podjęła pracę na macierzystej uczelni, w Katedrze Stomatologii Zachowawczej. W 1978 obroniła pracę doktorską, której promotorem był Stanisław Potoczek. W 1987 uzyskała stopień doktora habilitowanego za pracę habilitacyjną pt. Fluor i niektóre składniki śliny a próchnica zębów. W 1992 została profesorem nadzwyczajnym. W 1993 objęła po profesorze Stanisławie Potoczku kierownictwo Katedry Stomatologii Zachowawczej i Dziecięcej na Wydziale Lekarskim i Stomatologicznym Uniwersytetu Medycznego im. Piastów Śląskich we Wrocławiu. Funkcję tę pełniła do przejścia na emeryturę w 2020, do końca życia pozostając czynnym pracownikiem akademickim. W latach 1990–1993 była prodziekanem Wydziału Lekarskiego AM 12 czerwca 1997 nadano jej tytuł profesora w zakresie nauk medycznych. 
Zajmowała się m.in. badaniami epidemiologicznymi próchnicy, badaniami biochemicznymi śliny ludzkiej, profilaktyką próchnicy. Była autorką i współautorka około 760 artykułów naukowych, doniesień zjazdowych, wystąpień konferencyjnych i rozdziałów książek, a także kierownikiem dwóch projektów badawczych: „Stan zdrowia jamy ustnej u pacjentów w wieku rozwojowym z przewlekłymi chorobami nerek” oraz „Poziom fluoru w ślinie po aplikacji lakieru fluorkowego” i promotorką pięciu rozpraw doktorskich.
Była członkiem Polskiego Towarzystwa Stomatologicznego (od 1972) i Polskiego Towarzystwa Stomatologii Dziecięcej. 
Została odznaczona m.in. Krzyżem Kawalerskim Orderu Odrodzenia Polski (2005),  Złotym Krzyżem Zasługi, Złotą Odznaką Honorową Uniwersytetu Medycznego im. Piastów Śląskich we Wrocławiu, Medalem im. prof. Tadeusza Szczęsny-Owińskiego i Medalem Komisji Edukacji Narodowej. W 2014 otrzymała odznaczenie Bene Meritus za wkład w rozwój polskiej stomatologii. 
Zmarła 21 maja 2022 we Wrocławiu. Została pochowana 26 maja 2022 r. na cmentarzu parafialnym przy kościele Św. Rocha w  Wieruszowie.